# Atsushi Mio
Atsushi Mio (født 26. januar 1983) er en tidligere japansk fodboldspiller.
Han har spillet for flere forskellige klubber i sin karriere, herunder Ventforet Kofu og Kyoto Sanga FC.